# Трета пехотна балканска дивизия
Трета пехотна балканска дивизия е българска военна част.

## Формиране
Формира се с Указ №61 от 23 октомври 1885 г. от съществуващите тогава дружини на румелийската милиция като Шеста пеша бригада. В състава ѝ първоначално са включени 11-и Сливенски и 12-и пехотни полкове. Временно към бригадата са причислени и 24-ти Черноморски и 23-ти Шипченски полкове. На 1 ноември 1888 г. командирът на бригадата подполковник Кисов е назначен за командир на 1-ва пеша бригада. С Указ №178 от 1891 г. Шеста пеша бригада е преименувана в Трета пехотна балканска дивизия. В състава ѝ влизат две бригади в състав: 11-и Сливенски, 29-и Ямболски и 32-ри Загорски, 41-ви, 42-ри пехотни полкове, дивизионен артилерийски полк и други подразделения.
Към 1907 г. дивизията е в следния състав:
- 1 бригада с щаб в Сливен
  - Единадесети пехотен сливенски полк с щаб в Сливен
  - Тридесет и втори пехотен загорски полк с щаб в Нова Загора
- 2 бригада с щаб в Ямбол
  - Двадесет и четвърти пехотен черноморски полк с щаб в Бургас
  - Двадесет и девети пехотен ямболски полк с щаб в Елхово

## Балканска война (1912 – 1913)
По време на Балканската война (1912 – 1913) дивизията е част от 1-ва армия и има следното командване и състав:

### Командване и състав
Щаб на дивизията
- Началник на дивизията – генерал-майор Иван Сарафов
- Началник на щаба на дивизията – От Генералния Щаб, подполковник Христо Бурмов
- Дивизионен инженер – военен инженер, капитан Борис Тихчев
- Дивизионен лекар – санитарен подполковник д-р Янко Димов
- Дивизионен интендант – подполковник Атанас Иванов

Части
- Командир на 1-ва бригада – полковник Иван Паскалев
  - Командир на 11-и пехотен сливенски полк – полковник Христо Семерджиев
  - Командир на 24-ти пехотен черноморски полк – полковник Христо Недялков
- Командир на 2-ра бригада – полковник Никола Рибаров
  - Командир на 29-и пехотен ямболски полк – полковник Кръстю Златарев
  - Командир на 32-ри пехотен загорски полк – полковник Петър Балевски
- Командир на 3-та бригада – генерал-майор Стефан Тепавичаров
  - Командир на 41-ви пехотен полк – полковник Стоян Филипов
  - Командир на 42-ри пехотен полк – полковник Тилю Колев
- Командир на 3-та пионерна дружина – подполковник Димитър Сиромахов
- Командир на 6-и с. с. артилерийски полк и началник на артилерията – полковник Петър Вариклечков
- Командир на 6-и не с. с. артилерийски полк – полковник Радослав Каменов

По време на Лозенградската операция Трета дивизия удържа османските опити за настъпление по десния български фланг при Муратчалъ-Кайпа, което дава възможност за настъплението на основните български сили към Лозенград.
В Чаталджанската операция дивизията е разположена на левия фланг на българските сили и трябва да нанесе основния удар срещу османската отбранителна линия. Късно вечерта на първия ден Двадесет и девети пехотен ямболски полк успява да превземе укреплението Илеритабия, но българското командване така и не разбира за този успех и на следващата сутрин укреплението е подложено на обстрел, както от османската, така и от българската артилерия. Около обед на следващия ден Двадесет и девети полк се оттегля с тежки загуби от Илеритабия.

## Първа световна война (1915 – 1918)
През Първата световна война (1915 – 1918) дивизията влиза в състава на 2-ра армия и има следното командване и състав:

### Командване и състав
Щаб на дивизията
- Началник на дивизията – генерал-майор Никола Рибаров
- Началник на щаба на дивизията – От Генералния Щаб, подполковник Марко Андреев
- Дивизионен инженер и командир на 3-та пионерна дружина – военен инженер, майор Борис Тихчев
- Дивизионен лекар – санитарен полковник д-р Янко Димов
- Дивизионен интендант – подполковник Константин Гочев
- Командир на 3-ти дивизионен ескадрон – ротмистър Никола Каракулаков

Първа бригада
- Командир на бригадата – от Генералния щаб, полковник Алекси Попов
- Началник-щаб на бригадата – от Генералния щаб, майор Иван Кирпиков
  - Командир на 11-и пехотен сливенски полк – подполковник Никола Христов
  - Командир на 24-ти пехотен черноморски полк – подполковник Никола Писаров

Втора бригада
- Командир на бригадата – полковник Георги Бошнаков
- Началник-щаб на бригадата – от Генералния щаб, капитан Асен Буков
  - Командир на 29-и пехотен ямболски полк – полковник Лазар Лазаров
  - Командир на 32-ри пехотен загорски полк – полковник Стефан Йосифов

Трета бригада
- Командир на бригадата – генерал-майор Никола Петров
- Началник-щаб на бригадата – от Генералния щаб, майор Стефан Хумбаджиев
  - Командир на 45-и пехотен полк – подполковник Константин Йорданов
  - Командир на 46-и пехотен полк – подполковник Миньо Абаджиев

Трета артилерийска бригада
- Командир на бригадата – полковник Иван Пройнов
  - Командир на 6-и артилерийски полк – полковник Георги Тодоров
  - Командир на 16-и артилерийски полк – подполковник Георги Попов
  - Командир на 3-то нескорострелно артилерийско отделение – майор Георги Ганев

Части, придадени към дивизията
- Командир на 3-ти опълченски полк – полковник П. Хаджиев

### Боен път
Първият успех на дивизията във войната срещу Сърбия е дело на 29-и пехотен Ямболски полк. На 3 октомври 1915 г. той излиза в долината на Морава в района на жп станция Враня. Пътят Ниш-Солун, по който сръбските войски се свързват с войските на Антантата в Македония е прекъснат. На 4 октомври 1915 г. 29-и пехотен Ямболски полк завзема българския град гр. Враня. Това е първият голям български град в Поморавието, освободен от Българската армия.
Останалите сили на Трета дивизия настъпват във Вардарска Македония. Те са дясното крило на Втора Българска армия. Настъпват в направление Крива паланка-Страцин-Куманово-Скопие. На 3 октомври 1915 г. е освободена Крива паланка. На 5 – 6 октомври 1915 г. е боят на Страцин. На 7 октомври 1915 г. е освободено Куманово. Оттук пътят към Скопие е открит. На 9 октомври 1915 г. 24-ти пехотен Черноморски полк след сражение със сръбските войски освобождава Скопие.
От 22 до 26.10.1915 г. Трета дивизия настъпва в Лесковското поле по долината на р. Морава.
На 3.11.1915 г. 11-и пехотен Сливенски полк освобождава Тетово.
Ген. Н. Рибаров има главна заслуга за победата над сръбските войски на Косово поле през ноември 1915 г. На 16 ноември 1915 г. Трета дивизия нанася съкрушително поражение на сръбските войски край Призрен. Тук 29-и пехотен Ямболски полк пленява каляската на сръбския крал Петър.
След победата при Призрен Трета дивизия преследва отстъпващите сръбски войски. На 21 ноември 1915 г. е завзет гр. Дяково. С това завършва Косовската операция на Българската армия. Трета дивизия остава в Косово на зимни квартири. Включена е в състава на Трета австро-унгарска армия.
В началото на 1916 г. дивизията се прехвърля от Косово в Македония. Установява се на квартири в района на Скопие.
Към 1 юли 1916 г. в Трета дивизия има 532 офицери и 42 197 войници. През август 1916 г. Трета пехотна дивизия в състава на Първа българска армия участва в настъплението ѝ в Егейска Македония – т.нар. Чеганска операция. Извършва демонстрационни действия в Мъгленско. С активността си дивизията приковава пред фронта си сръбската Шумадийска дивизия.
От 15 до 30 септември 1916 г. Единадесети пехотен Сливенски полк води кървавите сражения на връх Каймакчалан в планината Нидже.
През април 1917 г. в състава на дивизията влиза 1-ва бригада от Осма пехотна дивизия, която поема участъка на отбрана на Добро поле.
През септември 1918 г. отбраната на дивизията на Добро поле е пробита. 29-и и 32-ри пехотен полк се сражават героично, но не успяват да спрат съглашенските войски. Следва оттегляне на дивизията към стара България. Части от разбитите полкове на дивизията се включват във Владайския метеж.
През 1945 г. дивизията е предислоцирана в Ямбол, където неин наследник става седма мотострелкова дивизия.

## Наименования
През годините дивизията носи различни имена според претърпените реорганизации:
- Шеста пеша бригада (23 октомври 1885 – 1891)
- Трета пехотна балканска дивизия (1891 – 1920)
- Трети пехотен балкански полк (1920 – 1938)
- Трета пехотна балканска дивизия (1938 – 1945)

## Началници
Званията са към датата на заемане на длъжността.
| № | звание            | име              | дати                       |
| - | ----------------- | ---------------- | -------------------------- |
|   | Майор             | Аврам Гуджев     | 1886                       |
|   | Подполковник      | Стефан Кисов     | до 1 ноември 1888          |
|   | Майор             | Никола Петров    | 1889 – 1895                |
|   | Генерал-лейтенант | Кирил Ботев      | 1896 – 1900                |
|   | Генерал-майор     | Никола Петров    | 1901 – 1906                |
|   | Генерал-майор     | Иван Сарафов     | 1908 – 1913                |
|   | Генерал-майор     | Никола Рибаров   | 1915 – 1918                |
|   | Генерал-майор     | Михаил Сапунаров | декември 1918 – 1919       |
|   | Полковник         | Михаил Каридов   |                            |
|   | Полковник         | Христо Христов   |                            |
|   | Полковник         | Марин Куцаров    | към 1924                   |
|   | Полковник         | Крум Пинтев      | 1928 – 1932?               |
|   | Генерал-майор     | Цвятко Попов     | 1932 – 1934?               |
|   | Полковник         | Иван Тодоров     | 1934 – 1934                |
|   | Полковник         | Илия Стоянов     | от 1935                    |
|   | Генерал-майор     | Христо Луков     | 1935 – 1935                |
|   | Генерал-майор     | Георги Марков    | 1936 – 1936                |
|   | Полковник         | Никола Михов     | 1936 – 1938?               |
|   | Полковник         | Асен Краев       | 1938 – 1940                |
|   | Генерал-майор     | Кирил Янчулев    | 1940 – 1941                |
|   | Генерал-майор     | Георги Младенов  | 1941 – 1944                |
|   | Полковник         | Васил Любенов    | 10 ноември 1944 – ?        |
|   | Полковник         | Коста Начев      | 5 февруари – 14 март 1945  |
|   | Полковник         | Асен Стоичков    | 14 март – 10 април 1945    |
|   | Полковник         | Добри Джуров     | март 1948 – януари 1949 г. |

Други началници: Алекси Попов